# Leandra limbata
Leandra limbata är en tvåhjärtbladig växtart som beskrevs av Célestin Alfred Cogniaux. Leandra limbata ingår i släktet Leandra och familjen Melastomataceae. Inga underarter finns listade i Catalogue of Life.